# Рамиль
Рами́ль (араб. رمل‎ — «песок») — имя арабского происхождения, распространено на территории бывшего СССР. Этимология имени имеет две версии. По первой версии имя «Рамиль» является мужской формой, встречающегося в арабских странах, женского имени Рамиля. В этом случае происхождение связывают с популярным видом гадания по песку (ильм ар-рамль). По второй версии имя сближают с именем Рами («Стрелок») и, следовательно, с ритуалом «рами-л-джамрат» (бросание камней во время хаджа).
Имя Рамиль в переводе с арабского языка означает «чудесный», «волшебный», «умеющий предсказывать». Также есть мнение, что имя Рамиль в переводе с древнеарабского означает «меткий стрелок».
Среди имён библейских персонажей имя «Рамиль» может быть фонетически сопоставлено с именем Ремалия (Румлаяху).